# Fight to Survive
Fight to Survive es el álbum debut de estudio de la banda estadounidense de hard rock White Lion, lanzado por Asylum Records en 1985. El álbum escaló al número 151 del Billboard 200.

## Lista de canciones
1. "Broken Heart" – 3:33
2. "Cherokee" – 4:56
3. "Fight to Survive" – 5:14
4. "Where Do We Run" – 3:29
5. "In the City" – 4:39
6. "All the Fallen Men" – 4:53
7. "All Burn in Hell" – 4:21
8. "Kid of 1000 Faces" – 4:02
9. "El Salvador" – 4:49
10. "The Road to Valhalla" – 4:30

## Personal
- Mike Tramp – Voz
- Vito Bratta – Guitarra
- Dave Spitz – Bajo
- Nicky Capozzi – Batería

## Sencillos
- Broken Heart
- El Salvador
- All Burn In Hell
- All The Fallen Men
- In The City
- Where Do We Run
- Fight To Survive
- Cherokee
- The Road To Valhalla
- Kid Of 1000 Faces